# Upiór w operze (film 2004)
Upiór w operze – musical filmowy produkcji amerykańsko-brytyjskiej z 2004 roku na podstawie musicalu Upiór w operze (1986) Andrew Lloyd Webbera (opartego na powieści Gastona Leroux'a z 1911 roku) w reżyserii Joela Schumachera. Fabuła filmu dotyczy losów młodej sopranistki Christine Daaé, która staje się obsesją tajemniczego, zdeformowanego geniusza muzycznego, znanego jako Upiór z opery.
Polska premiera filmu miała miejsce 14 stycznia 2005 roku.

## Obsada
| Rola                | Aktor              |
| ------------------- | ------------------ |
| Upiór               | Gerard Butler      |
| Christine Daaé      | Emmy Rossum        |
| Raoul de Chagny     | Patrick Wilson     |
| Madame Giry         | Miranda Richardson |
| Meg Giry            | Jennifer Ellison   |
| Carlotta Guidicelli | Minnie Driver      |
| Ubaldo Piangi       | Victor McGuire     |
| Richard Firmin      | Ciaran Hinds       |
| Gilles André        | Simon Callow       |
| Joseph Buquet       | Kevin McNally      |

## Streszczenie utworu
Rok 1919. Odbywa się licytacja pamiątek teatralnych w zrujnowanym wnętrzu Opera Populaire. Licytują głównie (wiekowi już): wicehrabia Raoul de Chagny (m.in. kupuje pozytywkę z małpką) i Mme Giry. Ostatnim eksponatem są resztki kryształowego żyrandola. W trakcie jego podnoszenia w celu prezentacji następuje retrospekcja (Overture), wszystko nabiera blasku i koloru. Przenosimy się do roku 1870, na próbę spektaklu Hannibal.

W dniu premiery, podczas próby generalnej odbywa się prezentacja nowych właścicieli teatru (Firmin i André) oraz patrona (Raoul). Na primadonnę Carlottę spada fragment dekoracji, obrażona opuszcza teatr. Z powodu braku największej gwiazdy, pojawia się niebezpieczeństwo odwołania premiery. Jedna z tancerek, Christine Daaé zna partię Carlotty (Think Of Me) i zaczyna ją śpiewać – początkowo onieśmielona, później pięknym czystym głosem. Koniec arii ma miejsce już na samej premierze. Raoul rozpoznaje w Christine swoją towarzyszkę z lat dziecięcych.

Po premierze Raoul odwiedza Christine w jej garderobie (Little Lotte) i chce ją zabrać na kolację. Gdy wychodzi na chwilę, tajemniczy głos Anioła Muzyki, który przez lata, z ukrycia udzielał Christine lekcji śpiewu, wzywa ją do lustra. Przez sekretne przejście Upiór Opery (to on okazuje się tajemniczym nauczycielem) z maską na twarzy sprowadza Christine do gotyckich podziemi teatru (The Phantom Of The Opera). Upiór darzy Christine szczególnym uczuciem – chce być jej mistrzem i mentorem, lecz jednocześnie wielbi ją (ma m.in. jej woskową figurę naturalnej wielkości) i jest śmiertelnie zazdrosny. Upiór przedstawia jej swoje credo artystyczne (Music Of The Night). Zaciekawiona Christine zdejmuje maskę Upiora, który dostaje szału – maska ukrywała bowiem jego zdeformowaną twarz. Gdy Upiór uspokaja się, pozwala Christine powrócić na górę, gdzie nastał już ranek.

Następnego dnia główne postaci (poza Christine, która odsypia bezsenną noc) spotykają się w foyer teatru. Każdy dostał list (Notes) w którym Upiór wyjaśnia swoje oczekiwania – nową premierą ma być opera Il Muto (w stylu Opera buffa), w której Christine zagra główną rolę. To znów doprowadza do szału La Carlottę. Aby ją udobruchać zarząd teatru postanawia zignorować polecenie Upiora (Primadonna) i obsadzić Carlottę w głównej roli.

Trwa przedstawienie Il Muto (Poor Fool, He Makes Me Laugh). Upiór przeszkadza w nim – najpierw werbalnie, następnie przyczynia się w podstępny sposób do niedyspozycji głosowej Carlotty. Podczas przygotowań do kontynuacji spektaklu (Christine ma znów być dublerką) Upiór morduje goniącego go inspicjenta Buqueta. Przedstawienie zostaje przerwane.

Christine ucieka ze sceny z Raoulem jak najdalej od podziemi Upiora, na dach. Tu Raoul zapewnia jej bezpieczeństwo (Why Have You Brought Me Here), a następnie oboje wyznają sobie miłość (All I Ask Of You) i zbiegają na dół. Scenę podsłuchuje Upiór, którym targają sprzeczne uczucia miłości i nienawiści, grozi obojgu zemstą (All I Ask Of You (Reprise)).
Pół roku później. Trwa zabawa noworoczna (Masquerade), olbrzymia taneczna scena zbiorowa na schodach. Nagle pojawia się Upiór, przynoszący swą nową operę Don Juan Tryumfujący (Christine ma być główną odtwórczynią). Następnie znika. Raoul goni go, lecz w podziemiach traci orientację. Wyprowadza go Mme Giry, która opowiada Raoulowi historię dzieciństwa Upiora.

Rankiem Christine wykrada się z teatru (mijając pilnującego ją Raoula) i udaje się na cmentarz, gdzie został pochowany jej ojciec. Nie wie, że na kozioł powozu dostał się Upiór. Na cmentarzu chce rozstać się z duchami przeszłości (Wishing You Were Somehow Here Again), lecz Upiór udający Anioła Muzyki (podszywając się pod ducha jej ojca) uwodzi ją głosem. Przeszkadza mu w tym Raoul, który przybywa konno. Rozpoczyna się pojedynek szermierski. Raoul wytrąca Upiorowi oręż z dłoni, lecz Christine powstrzymuje go przed zabiciem Upiora. Upokorzony Upiór przysięga im zemstę.

Trwają przygotowania do premiery Don Juana. Raoul chce ją wykorzystać jako okazję do pochwycenia Upiora (czemu Christine, mająca pełnić rolę przynęty się sprzeciwia, lecz w końcu ulega namowom) gromadząc oddziały żandarmerii. Rozpoczyna się przedstawienie, Upiór morduje Piangiego (manierycznego tenora, wykonawcę roli Don Juana) i przejmuje jego partię (The Point Of No Return w rytmie paso doble). Znów uwodzi Christine swym głosem i muzyką. Kończąc arię wychodzi z roli wyznając Christine miłość. Ta obudzona nagle z zauroczenia, zdejmuje Upiorowi maskę z twarzy. Zdemaskowany Upiór wywołuje zamieszanie odcinając kryształowy żyrandol wiszący pod sufitem. Ten spada i powoduje pożar. Widzowie uciekają, a upiór korzysta z okazji i porywa Christine do podziemi (Down Once More).

W pogoń za nimi udaje się Raoul, lecz zostaje złapany w pułapkę. Upiór daje Christine wybór: może uratować Raoula, musi jednak ofiarować swoją miłość Upiorowi i pozostać z nim na zawsze. W przeciwnym razie Raoul zginie.
Christine zostaje postawiona przed strasznym wyborem między dwoma mężczyznami, których, każdego na inny sposób, kocha. Okazuje to uczucie (przemieszane ze współczuciem) Upiorowi całując jego oszpeconą twarz. Ten przeżywa wstrząs moralny, jego wściekłość i żądza mordu mija. Uwalnia Raoula i Christine, każe im uciec na górę i prosi, by nie wyjawili nigdy jego sekretu. Po ich odejściu rozbija wszystkie lustra i ucieka przez tajne przejście za jednym z nich. Do komnaty wbiega Meg Giry (córka Mme Giry) jako forpoczta pogoni. Na pustym fotelu znajduje porzuconą maskę Upiora.

Epilog. Akcja przenosi się ponownie do roku 1919, owdowiały już Raoul zanosi kupioną na aukcji pozytywkę na grób swej żony Christine. Spostrzega leżącą na grobie świeżą różę przewiązaną czarną wstążką oraz pierścionek zaręczynowy – widoczne ślady niedawnej wizyty Upiora.

### Różnice między filmem a musicalem
Fabuła filmu jest oparta na musicalu, lecz poczyniono wiele zmian w celu zwiększenia dramatyzmu. M.in:
- pewne sceny zostały dodane, pewne usunięte
- niektóre utwory skrócono lub usunięto,
- część partii śpiewanych jest w filmie wypowiadana, zmieniono niektóre słowa dopasowując do akcji filmu

#### W scenariuszu
- główna akcja filmu ma miejsce w roku 1870, według musicalu w roku 1881. Prolog w filmie ma miejsce w roku 1919 (według książki w 1911 – roku powstania utworu).
- scena upadku żyrandola została przeniesiona z finału aktu 1 musicalu na koniec utworu Point Of No Return (kulminacyjna scena filmu, gdy Upiór zostaje na scenie dosłownie zdemaskowany przez Christine) w 2. akcie.
- dodano wątek spotkania w dzieciństwie Madame Giry i Upiora (co tłumaczy jego zamieszkanie w podziemiach)
- dodano podróż Christine na cmentarz (co tłumaczy sposób pojawienia się tam Upiora)
- rozbudowano zakończenie:
– w musicalu Upiór siada na fotelu, okrywa się płaszczem i znika, pojawia się Meg Giry, podnosząc płaszcz znajduje tylko maskę
– w filmie Upiór ucieka przez sekretne przejście
-następuje dodatkowy epilog mający miejsce w roku 1919, (Raoul na grobie Christine)

#### W ścieżce dźwiękowej
Webber skomponował około 15 minut oryginalnej muzyki do filmu, są to zarówno kilkutaktowe wstawki, tło muzyczne dla mówiących aktorów, lecz również całkowicie nowe kompozycje. Największe zmiany to:
- usunięta Uwertura aktu 2 jako nic nie wnosząca do akcji,
- nowy utwór Journey To The Cemetery (rozbudowana podróż Christine na cmentarz),
- dodatkowy finał rozbudowanego zakończenia (Raoul na cmentarzu w roku 1919),
- dodatkowy utwór Learn To Be Lonely w czasie napisów końcowych

Film został w postprodukcji na nowo zorkiestrowany. W nagraniu (w studiach Abbey Road) wzięła udział cała orkiestra symfoniczna, licząca ponad 100 muzyków (orkiestra w musicalu liczy ich około trzydziestu).

## Ścieżka dźwiękowa
Prawie wszyscy aktorzy śpiewają sami własne partie utworu. Wyjątkiem jest Minnie Driver – jako alt nie mogła zaśpiewać sopranowej partii Carlotty jej głos jest podłożony przez Margaret Preece (występującą również w filmie - jako jedna z tancerek). Driver nagrała natomiast ostatni utwór filmu (dokomponowany specjalnie przez Webbera), który jest odtwarzany podczas napisów końcowych.

Dostępne są dwie wersje ścieżki dźwiękowej:
- wersja na jednej CD zawierająca główne utwory filmu (poniżej – zaznaczone pogrubieniem)
- wersja de luxe na 2 CD[3] zawierająca prawie pełną ścieżkę dźwiękową filmu (poniżej – pełna lista)

| tytuł utworu (CD 1)                                 | wykonawca |
| --------------------------------------------------- | --- |
| Prologue                                            | instrumentalny |
| Overture / Hannibal                                 | Margaret Preece, Victor McGuire, Chór                                                                             |
| Think Of Me                                         | Margaret Preece, Emmy Rossum, Patrick Wilson                                                                      |
| Angel Of Music                                      | Emmy Rossum, Jennifer Ellison, Gerard Butler                                                                      |
| Little Lotte / The Mirror                           | Emmy Rossum, Gerard Butler, Patrick Wilson                                                                        |
| The Phantom Of The Opera                            | Emmy Rossum, Gerard Butler                                                                                        |
| The Music Of The Night                              | Gerard Butler |
| Magical Lasso                                       | Miranda Richardson, Kevin McNally                                                                                 |
| I Remember / Stranger Than You Dreamt It            | Emmy Rossum, Gerard Butler                                                                                        |
| Notes / Prima Donna                                 | Ciaran Hinds, Simon Callow, Patrick Wilson, Margaret Preece, Miranda Richardson, Jennifer Ellison, Victor McGuire |
| Poor Fool, He Makes Me Laugh / Il Muto              | Margaret Preece, Victor McGuire                                                                                   |
| Why Have You Brought Me Here /Raoul I've Been There | Emmy Rossum, Patrick Wilson                                                                                       |
| All I Ask Of You                                    | Emmy Rossum, Patrick Wilson                                                                                       |
| All I Ask Of You (Reprise)                          | Emmy Rossum, Gerard Butler, Patrick Wilson                                                                        |
| tytuł utworu (CD 2)                                 | wykonawca |
| Masquerade / Why So Silent                          | Zespół, Ciaran Hinds, Simon Callow, Patrick Wilson, Emmy Rossum, Gerard Butler                                    |
| Madame Giry's Tale / The Fairground                 | Miranda Richardson                                                                                                |
| Journey To The Cemetery                             | instrumentalny |
| Wishing You Were Somehow Here Again                 | Emmy Rossum |
| Wandering Child                                     | Emmy Rossum, Gerard Butler                                                                                        |
| The Swordfight                                      | Emmy Rossum, Gerard Butler, Patrick Wilson                                                                        |
| We Have All Been Blind                              | Emmy Rossum, Gerard Butler, Patrick Wilson                                                                        |
| Don Juan                                            | Gerard Butler |
| The Point Of No Return / Chandelier Crash           | Emmy Rossum, Gerard Butler                                                                                        |
| Down Once More / Track Down This Murderer           | Emmy Rossum, Gerard Butler, Patrick Wilson                                                                        |
| Learn To Be Lonely                                  | Minnie Driver |

## Ciekawostki
- Producentem filmu jest sam kompozytor musicalu Andrew Lloyd Webber. Jest to najdroższa niezależna produkcja w historii filmu.
- Żyrandol do filmu został wykonany przez firmę Swarovski. Był wart ponad milion dolarów[4] i został zniszczony w trakcie kręcenia sceny upadku (z oczywistych powodów nie kręcono dubla). Poza tym powstały jeszcze 2 inne uboższe jego wersje prezentujące żyrandol na innych etapach rozwoju akcji (scena licytacji, scena unoszenia)
- Emmy Rossum wystąpiła jako własna figura woskowa stojąc nieruchomo i będąc pokryta grubą warstwą makijażu. Było to dużo tańsze, szybsze i efektywniejsze rozwiązanie niż wykonanie sztucznej figury[4].
- Film miał pierwotnie powstać na początku lat dziewięćdziesiątych, z ówczesną żoną Webbera, Sarah Brightman w roli głównej. Rozwód pokrzyżował te plany. Po kilkunastu latach Brightman nie mogła już być brana pod uwagę do roli młodej dziewczyny[5]. Założeniem reżysera było zresztą, by główne role zagrali młodzi aktorzy[6] (tak jak wynikało to z libretta). Emmy Rossum podczas kręcenia zdjęć próbnych miała zaledwie 16 lat.
- Na potrzeby realizacji zbudowano w Pinewood Studios replikę opery wraz z podziemnymi kanałami zalanymi wodą[7].
- Film był jednym z pierwszych wydanych w technologii Blu-Ray